# Hilda Kibet

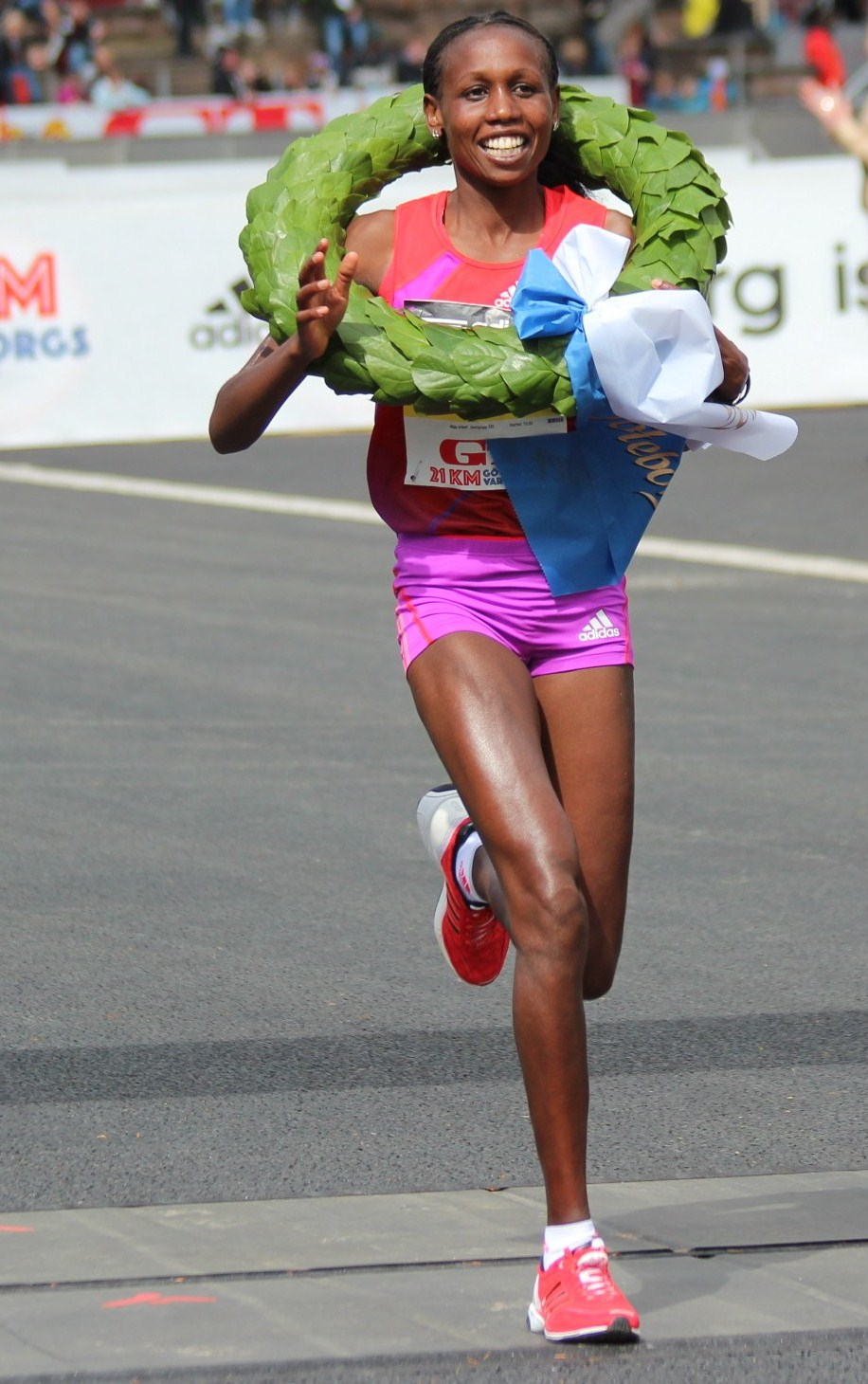
Hilda Kibet vann damklassen i Göteborgsvarvet 2012 på tiden 1.09.27.

Hilda Kibet, född den 27 mars 1981 i Kenya, är en holländsk friidrottare som tävlar i långdistanslöpning. Kibet är syster till Sylvia Kibet.
Kibet deltog vid Olympiska sommarspelen 2008 där hon slutade på femtonde plats på 10 000 meter på tiden 31.29,69. Hon har även blivit femma respektive sexa vid VM i terränglöpning 2008 och 2009.

## Personliga rekord
- 10 000 meter - 30.58,48